# William B. Davis (aktor)
William Bruce Davis (ur. 13 stycznia 1938) – kanadyjski aktor filmowy i reżyser, znany szerokiej publiczności przede wszystkim z roli Palacza w serialu Z Archiwum X. Wystąpił w wielu programach telewizyjnych i filmach. Założyciel własnej szkoły aktorskiej. Były narciarz wodny, mistrz Kanady w tej dyscyplinie, działacz społeczny na rzecz walki z nikotynizmem, propagator sceptycyzmu, członek Committee for Skeptical Inquiry. W 2011 roku opublikował swoje wspomnienia w książce pt. Tam gdzie unosi się dym... Rozmyślania Palacza (tyt. oryg. Where There’s Smoke... The Musings of a Cigarette Smoking Man).

## Życiorys

### Młodość
Davis urodził się w Toronto w prowincji Ontario. Jego ojciec był prawnikiem, a matka – psychologiem. Karierę aktorską rozpoczął w wieku 11 lat w teatrze radiowym i teatrze letnim. Jego kuzyni – Murray i Donald Davisowie – występowali w teatrze letnim „Gracze w Słomkowych Kapeluszach” w Ontario w latach 40. i wczesnych 50. Ćwiczyli w piwnicy domu państwa Davisów. Kiedy potrzebowali roli chłopca, dawali Williamowi jego pierwsze aktorskie zlecenia. Swój talent aktorski William Davis rozwijał w radiu CBC (CBC/Radio-Canada), występując jako aktor chłopięcy do wieku, w którym jego głos uległ mutacji.
W 1955 roku Davis rozpoczął studia filozoficzne na Uniwersytecie w Toronto, równolegle kontynuował karierę aktorską obok przyszłego aktora Donalda Sutherlanda. W roku 1959 ukończył studia na uniwersytecie z tytułem bakalaureata w dziedzinie filozofii. Podczas studiów przerzucił swoją uwagę z aktorstwa na reżyserię i wraz ze swym kolegą, Karlem Jaffaryem, przejął trupę i kierował „Graczami w Słomkowych Kapeluszach” przez kolejne cztery lata.

### Kariera
W 1960 roku Davis wyjechał do Anglii, aby uczyć się w londyńskiej Akademii Muzyki i Sztuki Dramatycznej (ang. The London Academy of Music and Dramatic Art). Pracował w Wielkiej Brytanii przez następne pięć lat, reżyserując spektakle w teatrach repertuarowych i szkołach aktorskich. Był dyrektorem artystycznym Dundee Repertory Theatre Ostatnim stanowiskiem jakie zajmował w Wielkiej Brytanii była posada asystenta reżysera w Royal National Theatre u Laurencea Oliviera, gdzie pracował m.in. z Albertem Finneyem, Maggie Smith, Derekiem Jacobim oraz Ronaldem Pickupem. Do Kanady powrócił w 1965 roku, by rozpocząć pracę w Narodowej Szkole Teatralnej (ang. The National Theatre School of Canada), i wkrótce – w wieku 28 lat – został powołany na stanowisko dyrektora artystycznego anglojęzycznej sekcji aktorskiej. W tym okresie cieszył się aktywnością jako niezależny reżyser w wielu kanadyjskich teatrach. W 1971 roku dołączył do nowo utworzonego Wydziału Dramatycznego Uniwersytetu Bishopa w Lennoxville w prowincji Quebec. Stał się dyrektorem artystycznym i założycielem festiwalu w Lennoxville, profesjonalnego teatru letniego, którego działalnością kierował przez całą dekadę.
Po powrocie do Toronto w późnych latach 70. Davis pracował kilka lat jako reżyser sztuk radiowych oraz wykładowca w Humber College. W okresie tym realizował się jako nauczyciel aktorstwa i aktor po przeszło dwudziestu latach nieobecności w zawodzie. Davis podejmował się wielu ról teatralnych i filmowych. Następnie uzyskał nominację na stanowisko dyrektora artystycznego Vancouver Playhouse Acting School, która wymagała od niego przeprowadzki wraz z żoną i dziećmi. Aktor wspomina ten moment w swoim pamiętniku następująco: „Tak więc jesienią 1985 roku przymocowaliśmy naszą używaną łódź do naszego używanego samochodu i ruszyliśmy przez kraj”.
Choć okres jego pracy w Vancouver Playhouse był krótki, pozostał w samym mieście dłużej i w 1989 roku założył własną szkołę aktorską William Davis Centre for Actors Study. Kształciło się w niej kilka przyszłych gwiazd, m.in. Lucy Lawless. Davis był angażowany do coraz większej ilości ról, aż w końcu został zatrudniony do odegrania najsłynniejszej – roli Palacza w serialu Z Archiwum X, gdzie pojawiał się regularnie przez następne dziewięć lat. Poza serialem Davis występował w innych produkcjach, np. w serialach Gwiezdne wrota i Tajemnice Smallville, filmach i innych projektach. Od czasu do czasu brał udział w spotkaniach z fanami, rozdając autografy oraz podpisując egzemplarze swojej książki.
W późniejszych latach Davis powrócił do reżyserii spektakli teatralnych i filmowych. Napisał scenariusze i wyreżyserował trzy filmy krótkometrażowe. Współtworzył także scenariusze i reżyserował kilka odcinków serialu telewizyjnego 49th & Main dla kanadyjskiej CBC. W 2011 roku wyreżyserował dwie sztuki dla The United Players of Vancouver, Waste autorstwa Harleya Granvillea Barkera oraz Hay Fever autorstwa Noela Cowarda. Obecnie występuje w kanadyjskim serialu Continuum w roli Aleca Sadlera.

## Życie prywatne
Pomimo popularności odgrywanej przez niego postaci Palacza, Davis rzucił palenie w latach 70. Kiedy rozpoczęto produkcję serialu Z Archiwum X, aktor musiał dokonać wyboru pomiędzy papierosami ziołowymi a standardowymi zawierającymi tytoń. Z początku zdecydował się na normalne papierosy, jednakże przeszedł na ziołowe w obawie przed nawrotem nałogu. Davis wykorzystał swoją sławę zdobytą dzięki serialowi, by pomóc Kanadyjskiemu Stowarzyszeniu na Rzecz Walki z Rakiem (ang. Canadian Cancer Society) w realizacji jego programu walki z nikotynizmem.
William B. Davis jest byłym mistrzem Kanady w narciarstwie wodnym. Przez pewien czas bił rekordy w wyższych kategoriach wiekowych. W rozmowie z Brenandem Beiserem aktor przyznał, iż posiada kilka rekordów w trickach narciarskich w swojej kategorii wiekowej. Utrzymywał też przez pewien czas rekord w slalomie.
Od 2011 roku Davis dzieli czas pomiędzy Amerykę Północną i Francję, gdzie poślubił Emmanuelle Herpin, mieszkającą i pracującą na południu kraju. Ma dwie córki z poprzedniego małżeństwa Melindę oraz Rebeccę. Melinda jest kardiologiem pracującym na University of Michigan, z kolei Rebecca prowadzi szkołę tańca Rebecca Davis Dance Company w Filadelfii z programem dla dzieci dotkniętych traumą konfliktów zbrojnych z krajów takich jak Bośnia, czy Rwanda. Davis jest także dziadkiem dla dwojga wnuków Amelii i Kevina.

## Sceptycyzm

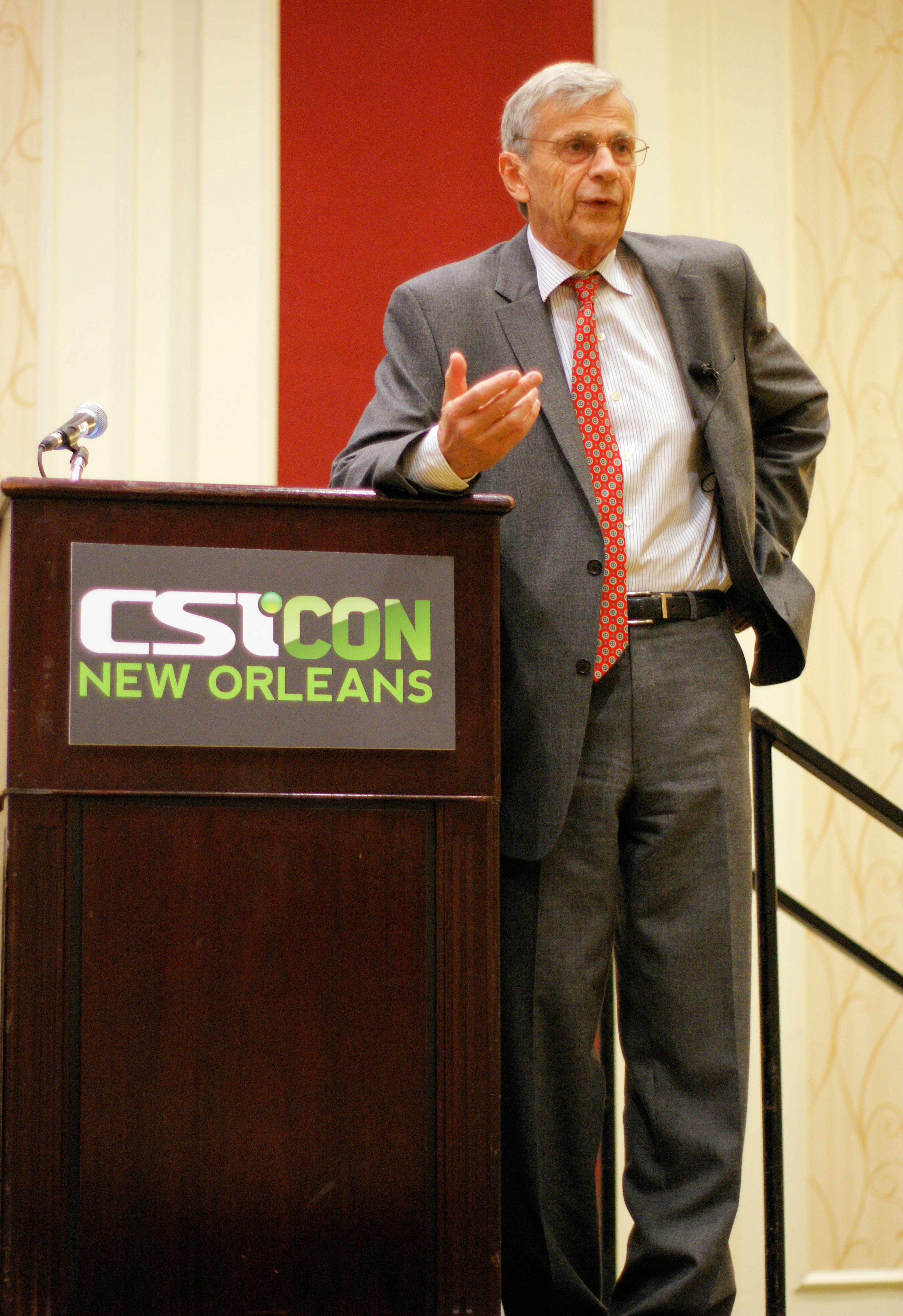
William B. Davis biorący udział w panelu dyskusyjnym „Sceptycyzm i media” podczas CSICON w Nowym Orleanie w 2011 r.

Podczas prac nad Z archiwum X Davis krytykowany był przez fanów serialu za swoją niewiarę w zjawiska paranormalne oraz obecność na Ziemi istot pozaziemskich. Aktor zwrócił się do Barry’ego Beyersteina oraz Komitetu Badań Sceptycznych (ang. Committee for Skeptical Inquiry) z podaniem o przyjęcie go na członka organizacji. Davis stawał się coraz bardziej zaangażowany w działalność ruchu sceptycznego. Jako jego rzecznik zaczął prowadzić wykłady na uniwersytetach Ameryki Północnej oraz na konwentach sceptyków, m.in. CSI’s CSICON w Nowym Orleanie.
Pytany przez Jacoba Fortina o rolę sceptyka w serialu, której sprzeciwiał się Richard Dawkins, Davis odpowiedział, że w pierwszej chwili odczuwał pewną obawę przed realizacją tego, co Dawkins określił mianem braku dowodów na cokolwiek. Obawiał się, iż show może zachęcać ludzi do bezkrytycznego myślenia: Serial jest fikcją... to nie dokument. O debacie, którą Davis moderował wraz z psychiatrą Johnem Mackem (zwolennikiem poglądu, iż na Ziemi dochodzi do uprowadzeń ludzi przez obcych), Davis powiedział, że wiele osób oczekiwało od niego, iż będzie wspierał Macka. Nie podzielał jednak jego zdania. Aktor przyznał, że przeprowadził z Mackem kilka dyskusji: Mack jest genialny... myli się, okazał się bardzo dobry... Jednym z problemów ludzkiej inteligencji jest to, że jesteśmy tak dobrzy w bronieniu idei, iż dotarliśmy do irracjonalności.
Z początku William B. Davis był agnostykiem, jednakże po ukończeniu studiów filozoficznych określił siebie jako ateistę.

## Filmografia
Źródło: Internet Movie Database
| Rok  | Tytuł                                 | Rola                                      | Uwagi                                                                                      |
| ---- | ------------------------------------- | ----------------------------------------- | ------------------------------------------------------------------------------------------ |
| 1983 | Martwa Strefa                         | Kierowca karetki                          |                                                                                            |
| 1983 | SCTV Channel                          | Mężczyzna przy telefonie                  | Half Wits Save the World Parade, serial telewizyjny                                        |
| 1985 | The Cuckoo Bird                       | Ted                                       | Film                                                                                       |
| 1985 | Centrala                              | Dziekan uniwersytetu                      |                                                                                            |
| 1986 | The Beachcombers                      | Dave Douglas                              | Trial Balloon, serial telewizyjny                                                          |
| 1987 | Śmiertelne oszustwo                   | Lawyer                                    | Film                                                                                       |
| 1987 | Sworn to Silence                      | Peter Massio                              | Film                                                                                       |
| 1987 | Airwolf                               | F.I.R.M. official                         | odc. The Key Roque Warrior Stavograd: Part 1 Stavograd: Part 2                             |
| 1987 | Dziewczynka z zapałkami               | Doktor Sam Easton                         | Film                                                                                       |
| 1988 | Kapitan Power i żołnierze przyszłości | Arvin                                     | Judgement, serial telewizyjny                                                              |
| 1988 | Niebezpieczna zatoka                  | Frank Norris Jack Kane                    | odc. Racing Against Time High Five                                                         |
| 1989 | Beyond the Stars                      | Hal Simon                                 |                                                                                            |
| 1989 | Przedstawienie                        | Heath Harris                              | Film                                                                                       |
| 1989 | I kto to mówi                         | Lekarz sprzedający narkotyki              |                                                                                            |
| 1989 | Wiseguy                               | Curant / Inspector #2                     | odc. People Do it All the Time The Merchant of Death                                       |
| 1990 | Wszystko aby przeżyć                  | Doktor Reynolds                           | Film                                                                                       |
| 1990 | To                                    | Pan Gedreau                               | Film                                                                                       |
| 1991 | 21 Jump Street                        | Sędzia Harrison Pan Weidlin Pan Wickenton | odc. Crossfire Champagne High Mean Streets and Pastel Houses                               |
| 1991 | MacGyver                              | Sędzia                                    | Serial telewizyjny                                                                         |
| 1991 | Omen IV: Przebudzenie                 | Lawyer (nie wymieniony w czołówce)        | Film                                                                                       |
| 1991 | The Hitman                            | Doktor Atkins                             |                                                                                            |
| 1991 | The Commish                           | Don Chesley                               | odc. A Matter of Life or Death: Part 1 A Matter of Life or Death: Part 2                   |
| 1992 | Diagnoza morderstwo                   | Marvin Parkins                            |                                                                                            |
| 1992 | Street Justice                        | Badgely                                   | Homecoming, serial telewizyjny                                                             |
| 1992 | Nightmare Cafe                        | Lekarz                                    | Sanctuary for a Child, serial telewizyjny                                                  |
| 1993 | North of 60                           | Inspektor Neilsen                         | Out of the Blue, serial telewizyjny                                                        |
| 1994 | Serce dziecka                         | Vern                                      | Film                                                                                       |
| 1994 | Poza podejrzeniem                     | Kapitan Dick Roth                         | Film                                                                                       |
| 1994 | Nie rozmawiaj z nieznajomym           | Huddleston                                | Film                                                                                       |
| 1995 | Złe zamiary                           | Przywódca grupy                           |                                                                                            |
| 1995 | Not Our Son                           | Szef policji                              | Film, autor niewymieniony w czołówce                                                       |
| 1995 | Circumstances Unknown                 | Gene Reuschel                             | Film                                                                                       |
| 1995 | Sliders                               | Profesor Myman                            | Eggheads, serial telewizyjny                                                               |
| 1995 | When the Vows Break                   | Doktor Alexander                          | Film                                                                                       |
| 1996 | Podwójna świadomość                   | Doktor Smoot                              |                                                                                            |
| 1996 | Mroczne dziedzictwo                   | Doktor Bill Nigel                         | Do not go Gently, serial telewizyjny                                                       |
| 1996 | Obsesja zbrodni                       | Nauczyciel                                | Film                                                                                       |
| 1998 | The X-Files Game                      | Palacz                                    | Gra komputerowa                                                                            |
| 1998 | The Last Tzaddik                      | Pan Drazien                               | Film krótkometrażowy                                                                       |
| 1998 | Z Archiwum X: Pokonać przyszłość      | Palacz                                    |                                                                                            |
| 1998 | Rejs pod przymusem                    | Doktor Norman Ellisy                      | Film                                                                                       |
| 1998 | Pechowi porywacze                     | Henderson                                 |                                                                                            |
| 1999 | Mentors                               | sir Arthur Conan Doyle                    | The Truth is in Here, serial telewizyjny                                                   |
| 1999 | Murder Most Likely                    | Inspektor                                 | Film                                                                                       |
| 2000 | Księżyc śmierci                       | Ed                                        | Film                                                                                       |
| 2000 | Kariera po trupach                    | Doktor Hardwin                            | Film                                                                                       |
| 2000 | The Fearing Mind                      | Michell Cofax                             | Gentleman Caller, serial telewizyjny                                                       |
| 2001 | Żona tajniaka                         | Agent Frank Gruning                       |                                                                                            |
| 2001 | Pierwsza fala                         | Sagon                                     | Checkmate, serial telewizyjny                                                              |
| 2001 | Niepokorny                            | Russell                                   |                                                                                            |
| 2001 | Wojna umysłów                         | Parish                                    |                                                                                            |
| 2001 | Po tamtej stronie                     | Dr Biemler Ed John Wyrner                 | odc. Worlds Within Out of Body The Conversation                                            |
| 2001 | Jay i Cichy Bob kontratakują          | Palacz                                    | Aktor niewymieniony w czołówce                                                             |
| 2001 | Wąglik                                | Tye Crow                                  |                                                                                            |
| 2001 | Mythquest                             | Naczelny kapłan                           | The Oracle, serial telewizyjny                                                             |
| 2001 | Andromeda                             | Profesor Logitch                          | Pitiless as the Sun, serial telewizyjny                                                    |
| 2002 | Polished                              | Phillip                                   | Film krótkometrażowy                                                                       |
| 2002 | Strefa Zniszczenia                    | Z-ca dyrektora Edwards                    |                                                                                            |
| 2002 | Polisa śmierci                        | Doktor Sam Verbush                        | Film                                                                                       |
| 2002 | Body & Soul                           | Doktor Edward A. Esseff                   | Serial telewizyjny                                                                         |
| 2002 | The Thing (gra komputerowa)           | Col. Whitely                              | Gra komputerowa                                                                            |
| 2002 | Święty grzesznik                      | Ojciec Michael                            | Film                                                                                       |
| 2002 | 100 dni w dżungli                     |                                           | Film                                                                                       |
| 2003 | Broken Saints                         | Benjamin Palmer                           | Głos                                                                                       |
| 2003 | Arbor Vitae                           | Stara dusza                               | Film krótkometrażowy                                                                       |
| 2003 | Tajemnice Smallville                  | Major William ‘Billy’ Tate                | odc. Relic Ryan                                                                            |
| 2003 | Słowo honoru                          | Lewis Kaplan – Szef Tysona                | Film                                                                                       |
| 2004 | Postrach z jeziora                    | Doc Jenkins                               |                                                                                            |
| 2004 | Szpital „Królestwo”                   | Dean Swinton                              | The Young and the Headless, serial telewizyjny                                             |
| 2004 | The Cradle Will Fall                  | Dist. Atty. Alex Myerson                  | Film                                                                                       |
| 2004 | Lyon King                             | Minister finansów                         | Film krótkometrażowy                                                                       |
| 2004 | Detektyw Murdoch                      | Alderman Godfrey Shepcote                 | Expect the Dying, serial telewizyjny                                                       |
| 2004 | Packing Up                            | Jenkins                                   | Film krótkometrażowy                                                                       |
| 2004 | The X-Files: Resist or Serve          | Palacz                                    | Gra komputerowa                                                                            |
| 2005 | The Cost of Living                    | Mark Mortinson                            | Film krótkometrażowy                                                                       |
| 2005 | The Last Round                        | Mitchell                                  |                                                                                            |
| 2005 | Tilt                                  | Ojciec Mike                               | Nobody Ever Listens, serial telewizyjny                                                    |
| 2005 | Max rządzi: Przygody superszpiega     | Rick Brinkley                             |                                                                                            |
| 2005 | Robson Arms                           | Dr Carlisle Wainwright                    | odc. Aftershock The Recipe Educating Alicia The Loney Passion of Mr. Tan A Material Breach |
| 2005 | Dark Pines                            | Shannon Fraser                            | Film dokumentalny                                                                          |
| 2005 | Gwiezdne wrota (serial telewizyjny)   | Damaris Ori Prior Damaris                 | odc. The Fourth Horseman Babylon                                                           |
| 2006 | Nie z tego świata                     | Profesor koledżu                          | Scarecrow, serial telewizyjny                                                              |
| 2006 | The Janitors                          | Harvey                                    | Film krótkometrażowy                                                                       |
| 2006 | Ciemna noc                            | General Killion                           | Film                                                                                       |
| 2006 | Jej wielka słabość                    | Richard O’Brien                           | Film                                                                                       |
| 2006 | Sisters                               | Dr Bryant                                 |                                                                                            |
| 2006 | Tajemnica Hidden Lane                 | Sędzia Landers                            | Film                                                                                       |
| 2006 | Canadian Comedy Shorts                | minister finansów                         | Episode #10.9, serial telewizyjny                                                          |
| 2007 | Posłańcy                              | Colby Price                               |                                                                                            |
| 2007 | Judicial Indiscretion                 | Senator Garland Wolf                      | Film                                                                                       |
| 2007 | Facet, który się zawiesił             | Peter Milbank                             |                                                                                            |
| 2007 | Mistrzowie science-fiction            | Prezydent                                 | The Awakening, serial telewizyjny                                                          |
| 2008 | The Femme Fatale                      | Sam                                       | Film krótkometrażowy                                                                       |
| 2008 | Oblicza strachu                       | Ojciec Chris                              | In Sickness and in Health, serial telewizyjny                                              |
| 2008 | A Pickle                              | Mack                                      | Film krótkometrażowy                                                                       |
| 2008 | Ocaleni                               | Jack                                      |                                                                                            |
| 2008 | Reverse                               | Chris                                     | Film krótkometrażowy                                                                       |
| 2009 | Possession                            | Doktor Creane                             |                                                                                            |
| 2009 | Spóźniony gość                        | Pan Dutton                                | Film telewizyjny                                                                           |
| 2009 | The Shortcut                          | Benjamin Hartley                          |                                                                                            |
| 2009 | Caprica                               | Minister Chambers                         | Pilot, serial telewizyjny                                                                  |
| 2009 | Śmiertelna odwilż                     | Ted                                       |                                                                                            |
| 2009 | Skaza                                 | Veltz                                     |                                                                                            |
| 2009 | Web of Desire                         | Doktor Charles Friedman                   | Film                                                                                       |
| 2010 | Blob                                  | Szef                                      | Film krótkometrażowy                                                                       |
| 2010 | Człowiek – cel                        | Whitey Doyle                              | Run, serial telewizyjny                                                                    |
| 2010 | Medium Raw: Night of the Wolf         | Doktor Robert Parker                      | Film                                                                                       |
| 2010 | Flowers for Norma                     | Starszy pan #2                            | Film krótkometrażowy                                                                       |
| 2010 | Amazon Falls                          | Calvin                                    |                                                                                            |
| 2010 | R.L. Stine’s The Haunting Hour        | Plumberg                                  | serial telewizyjny                                                                         |
| 2011 | Goose on the Loose                    | Alfons David                              |                                                                                            |
| 2011 | Monstrum (film)                       | William Walsh                             | Film                                                                                       |
| 2012 | The Tall Man                          | Szeryf Chestnut                           |                                                                                            |
| 2012 | Continuum                             | Alec Sadler (2077)                        | Serial telewizyjny                                                                         |
| 2013 | Motel de Gracia                       |                                           | (niezweryfikowane) w trakcie produkcji                                                     |
| 2013 | Singularity Principle                 | Lawrence Cason                            |                                                                                            |
| 2016 | Z archiwum X                          | Palacz                                    |                                                                                            |